# Prairies mixtes des Sand Hills du Nebraska
Localisation
Les prairies mixtes des Sand Hills du Nebraska forment une écorégion terrestre définie par le Fonds mondial pour la nature (WWF), qui appartient au biome des prairies, savanes et brousses tempérées de l'écozone néarctique. Elles se situent dans l'Ouest de l'État du Nebraska et font partie des Grandes Plaines nord-américaines. Elles correspondent à l'écorégion Nebraska Sand Hills de l'Agence de protection de l'environnement (EPA).
Selon les organisations, la taille de l'écorégion varie entre 50 760 km2 et 61 100 km2, ce qui représente un bon quart de la surface du Nebraska. Le terme sand hills signifie, en anglais, « collines de sable ».

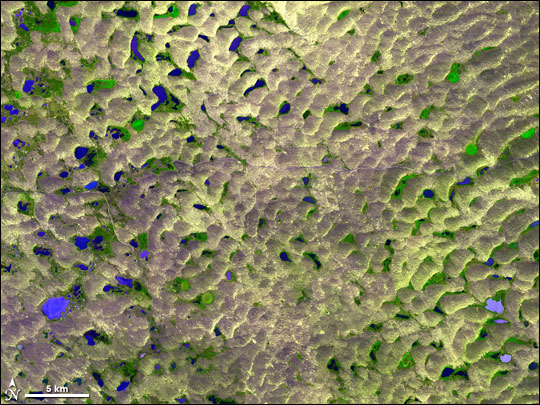
Les Sand Hills vues de l'espace

## Géographie

carte d'occupation des Sand hills dans le Nebraska

L'altitude des Sand Hills s'accroit progressivement d'est en ouest, passant de 550 m à 1 100 m. Les dunes de sable qui les composent peuvent dépasser 100 m de hauteur. L'est et le centre de la région sont drainés par des affluents des rivières Loup et Niobrara, alors que l'ouest est mal drainé et abrite essentiellement de petits bassins endoréiques. Les Sand Hills sont une région largement sous peuplée. Le comté de Cherry occupe à lui seul près d'un tiers de la région naturelle  et ne compte que 6 148 habitants pour une superficie de 15 566 km² (soit une densité de 0,39 hab/km²). 
L'écorégion abrite le Valentine National Wildlife Refuge, le Crescent Lake wildlife refuge, la Niobrara Valley Preserve et le Fort Niobrara National Wildlife Refuge.

## Géologie
Les dunes des Sand Hills se sont formées sous l'action du vent, au début de l'holocène, au moment du retrait des vastes glaciers continentaux, à partir du sable meuble que ces derniers avaient déposé. Par la suite, des précipitations suffisamment abondantes ont permis à des plantes de prairie telles que les graminées de prendre racine dans les dunes et de les stabiliser. Cependant, au cours des millénaires, des périodes de sécheresse ont alterné avec des périodes plus humides, et le sable a été plus ou moins exposé au vent.

## Histoire
Les dunes des Sand Hills ont longtemps été considérées comme un désert absolu. Ce n'est que dans les années 1870 que les éleveurs ont découvert le potentiel de ses pâturages pour le bétail dit longhorn (race de bovins à longues cornes). Par contre la fragilité du sol sablonneux le rend impropre à toute forme de culture agricole. Les différentes tentatives faites à la fin des années 1870 puis vers 1890 se sont toutes révélées infructueuses.
Aujourd'hui l'élevage extensif de bétail demeure l'unique activité économique des Sand Hills et la région supporte un troupeau d'environ 530 000 têtes de bétail. La région connait un exode rural important de sa population en raison de l'absence de villes de taille conséquente.

## Écologie
Les Sand Hills sont une des zones humides les plus vastes et les plus complexes des États-Unis, et abritent une faune et une flore des plus diversifiées. La quasi absence de cultures agricoles a limité la fragmentation du territoire, offrant ainsi aux plantes et aux animaux un habitat continu et étendu favorisant la biodiversité. On y dénombre ainsi pas moins de 314 espèces d'animaux, dont le cerf mulet, le coyote, le renard roux, le bison, mais aussi de petits mammifères comme le rat-kangourou[Lequel ?], le porc-épic et  plusieurs espèces indigènes de chauve-souris, sans compter des alouettes, des dindes sauvages et des poissons. La flore est tout aussi variée, et on y dénombre pas moins de 720 espèces de plantes, dont seulement 7 % considérées comme étant exotiques.
Les Sand Hills sont parsemées de plusieurs milliers de plans d'eau (allant du grand lac réservoir à la simple mare), qui alimentent des ruisseaux et des rivières comme la rivière Niobrara et la rivière Loup. Les lacs sont le plus souvent peu profonds et ont un fond sablonneux. Ils servent de point d'eau pour le bétail ainsi que d'habitat pour diverses espèces aquatiques. Certains lacs sont des lacs salés. Ces lacs sont alimentés en eau par l'aquifère de Ogallala, un des plus vastes au monde. L'eau souterraine remonte à la surface par percolation à travers le sable perméable.

## Climat
Les précipitations décroissent en se dirigeant vers les montagnes Rocheuses. Elles varient entre 600 mm/an à l'est des Sand Hills et 400 mm/an à l'ouest, et classent la totalité de la région dans les climats continentaux semi-arides (type BSk selon la classification de Köppen).